# 西獺川
西獺川（にしうそかわ）は、兵庫県神戸市東灘区を流れる二級河川で、東は住吉川、西は天神川が並流する、表六甲河川群の一つ。
殆どが暗渠であるためその河流を目にする事はできる場所は限られていて、それらは上流では「常に水の流れている溝」、住吉本町一丁目まで下ると「水音の聴こえるマンホール」に過ぎなくなり、そこから下の川筋は不明になる。
行政上、住吉川とは別水系とされているが「歴史研究手帖」によれば住吉川から水を取った水車用水路であり、取水口の写真が挙げられている。一方で『角川日本地名大辞典』の「獺川（うそがわ）」の項ではこれを住吉川の伏流水とする。
住吉山手三丁目の住吉川からの取水口から、JR住吉駅の西、阪神住吉駅の東を通る西獺川線という道路の下を流れる。西獺川線は古来からの有馬道の延長で、基点である本住吉神社の南から海辺の同神社の御旅所（御旅公園）まで延びる。
住吉川東岸ではこのような水車用水路は全滅しているが、西岸ではこれの他、支流西谷川から取水し白鶴美術館の裏手を通り暗渠化して流路不明になる西川用水路が残っている。

## 歴史
古地図を見ると、『本庄之庄山路庄郡家庄絵図』（明和6年（1769年）以前の明治以降の模写、神戸市立博物館蔵）では川筋が西国浜街道以南に書かれており、『本庄村史』ではこれを獺川と同定していて、西獺川は書かれていない。
明治に作られた陸軍測量局『1:20000 仮製地図 神戸』（明治18年測量）を見ると獺川と西獺川は名前が書かれていないものの川筋は描かれている。
しかし、大正12年測量の兵庫縣都市研究會（日東館書林）の地図では西獺川水系で地上に出ているのは上流の農村地帯（住吉村山田区）と獺川が今で言う「住吉小南」交差点から南へ進んだ場所で住吉幹線から西へはみ出て仲区（現・住之江地区）の市街地に寄り添いそのまま海に流れ込むのが見え、本流の下流は既に見えない。昭和7年の『1:10000 地形図 御影』でも市街化は進んでいるが下流の方では同様の川筋が見られる。
このあたりでは民が暗渠化によって土地を確保する事が多く、この川も公による記録は特にない。昭和29年の『神戸市街地図』（地籍社）では川筋も橋らしきものもなくなっている。『東灘区25年』（東灘区役所発行、昭和51年）では二級河川として西獺川の名前と流路だけが出ている。
獺川の方は魚崎の上獺川・下獺川（現・魚崎西町の一部）、住吉の獺川（現・住吉東町3丁目の一部）に小字として名を残していたが、区画整理と新住居表示実施で、地名からも川の存在した痕跡は消えた。
その後、昭和40年9月10日、兵庫県の告示第902号「2級河川の名称及び区間」で、左岸を住吉町字山下1615番地先・右岸を住吉町字池床1542番地先とする地点（現・住吉山手三丁目）を起点として海までの2,509mが二級河川となった。

## 流路
神戸深江生活文化史料館の出した「歴史研究手帖」15号によれば、獺川は住吉山手三丁目のゴルフ場（現在このゴルフ練習場は廃止され、その北端がインド共和国在大阪・神戸総領事公邸となっている）付近に取水口があり、一時暗渠となり自然堤防の下を通って大和銀行観音寺荘研究所の西側から住吉山手三丁目1-10番地で再び暗渠となり、住吉山手2丁目10番の有沢氏邸から数件個人住宅の敷地内を流れて阪急神戸線北側で再び地上に現れるという。そして住吉川扇状地上の現在では阪急神戸線を潜った先50mの地点にあるコンクリート製の分水口で本流（獺川）と分流（西獺川）が水路幅2:1の割合で分かれ、獺川を「本流」としており、「支流」とされた西獺川の流路は分岐して有馬道の手前で再び暗渠になる。古地図では獺川は住吉本町三丁目より南へ流れ、住吉駅の敷地に沿って直角に曲り（丁度現在で言う駅北東にある線路下のトンネルへ続く坂道）、もはやここには水の流れる様子はない（本流の獺川については獺川参照）。古地図ではこの先、住吉・魚崎両村の境を流れているのが見える。一方分流である西獺川は南西へ流れ、有馬道に沿ってそのまま海へ向かう。
全体的にコンクリートの溝に変わっており、水車用水路時代の石垣が残るのは住吉本町一丁目付近の一部のみ。
幅は住吉山手一丁目1-20地崎で約60cm、阪急神戸線南側で約80cm、コープこうべ住吉事務所横で約50cm（いずれも1992年の測定）。